# Florián
Florián nebo Florian je mužské jméno latinského původu; latinský tvar Florianus je odvozen od slova „flos“ (genitiv „floris“) tj. „květ“. Význam jména se vykládá jako „kvetoucí, rozkošný“. Slovanskou obdobou je mužské jméno Květoslav. V katolickém kalendáři má svátek 4. května.

## Domácké podoby
Floriánek, Florin, Florda, Florek, Floriš, Floryš, Floris

## Florián v jiných jazycích
- Slovensky, španělsky: Florián
- Německy: Florian nebo Florianus
- Polsky, rusky, anglicky, rumunsky: Florian
- Italsky: Floriano
- Maďarsky: Flórián

## Známí nositelé jména
- Svatý Florián
- Florián Červeň – slovenský geograf a historik
- Florián Gryspek – český šlechtic bavorsko-rakouského původu, vysoký královský úředník

## Příjmení
- František Florian (1842–1920), moravský římskokatolický duchovní
- Jan Florian (1921–2007), malíř, sochař a restaurátor
- Jan Florián (* 1975), politik, podnikatel, od roku 2010 poslanec parlamentu ČR
- Jindřich Florián (* 1956), politik, lékař, od roku 2010 radní města Český Krumlov
- Jonáš Florián (* 1994), herec, zpěvák a moderátor
- Josef Florian (1873–1941), překladatel a vydavatel Dobrého díla
- Martin Florian (* 2001), oštěpař
- Metoděj Florian (1904–1996), hudebník a výtvarník
- Michael Florian (1911–1984), grafik
- Milan Florian (* 1959), hokejista
- Miroslav Florian (1931–1996), básník a překladatel
- Stanislav Florián (* 1932), pedagog, poslanec FS za HSD-SMS po sametové revoluci